# Gardenia megasperma
Gardenia megasperma är en måreväxtart som beskrevs av Ferdinand von Mueller. Gardenia megasperma ingår i släktet Gardenia och familjen måreväxter. Inga underarter finns listade i Catalogue of Life.